# The Case of the Howling Dog
The Case of the Howling Dog ist ein US-amerikanischer Kriminalfilm des Regisseurs Alan Crosland aus dem Jahr 1934 mit Warren William in der Hauptrolle. Der Film basiert auf dem im gleichen Jahr erschienenen und im Original gleichnamigen Roman Der heulende Hund von Erle Stanley Gardner. Der Film ist der erste, in dem die von Gardner erdachte Figur des Strafverteidigers Perry Mason auftritt und der erste von sechs Perry-Mason-Filmen von Warner Bros.

## Handlung
Der Millionär Arthur Cartwright, der durch das Heulen eines deutschen Schäferhundes nebenan sehr aufgeregt ist, sucht den Anwalt Perry Mason aus Los Angeles auf, um sein Testament zu verfassen. Er möchte sein Geld der angeblichen Ehefrau von Clinton Foley, einem anderen Millionär und Besitzer des Hundes, vermachen und erklärt, dass „Evelyn Foley“ zwar vorgibt, Foleys Ehefrau zu sein, dieser aber rechtlich gesehen mit einer anderen verheiratet ist. Mason erklärt Cartwright, wie er sein seltsames Vermächtnis formulieren soll, und nachdem er ein hohes Honorar erhalten hat, gibt er ihm ein Formular, das er ausfüllen und zurückschicken soll. Als Mason das Formular am nächsten Tag erhält, hat Cartwright die Begünstigte in Foleys tatsächliche Ehefrau geändert. Das von Cartwright gezahlte Honorar verpflichtet Mason, die echte Mrs. Foley rechtlich und moralisch nach bestem Wissen und Gewissen zu vertreten.
Foley versucht, eine Anzeige wegen Unzurechnungsfähigkeit gegen Cartwright zu erstatten und behauptet, er sei ein gemeingefährlicher Irrer, dessen bizarres Verhalten die meisten von Foleys Hausangestellten dazu veranlasst habe zu kündigen. Ein Deputy des Sheriffs wird mit der Untersuchung der Beschwerde beauftragt. Er und Mason begleiten Foley zu seinem Haus, wo Mason sich fragt, warum ein Anbau an seine Garage für ein weiteres Auto gebaut wird, wenn sein Chauffeur gekündigt hat. Die attraktive Lucy Benton, von der Foley behauptet, sie sei seine Haushälterin, eilt mit stark bandagierter rechter Hand aus dem Haus, um Foley mitzuteilen, dass sie von dem Hund gebissen wurde, als sie ihm ein Brechmittel gab, weil sie dachte, er sei vergiftet worden. Als sie mit Foleys „Ehefrau“ Evelyn sprechen wollen, sagt Lucy ihnen, dass sie gerade ihre Koffer gepackt hat und verschwunden ist. Auf einem zurückgelassenen Zettel steht, dass sie Cartwright liebt und mit ihm weggehen wird. Mason geht nach nebenan und stellt fest, dass Cartwright ebenfalls über Nacht verschwunden ist. Ein von Evelyn unterzeichnetes Telegramm aus Ventura wird an Foley geschickt, in dem sie ihn auffordert, seine Handlungen einzustellen.
Masons Privatdetektive ermitteln und erfahren, dass Evelyn eigentlich Cartwrights Frau war, die mit Foley durchgebrannt war, als sie in Santa Barbara mit Foley und seiner Frau Bessie befreundet waren. Lucy war damals Foleys Privatsekretärin, ohne dass Evelyn dies wusste. Einer von Masons Männern wird mit der Überwachung von Foleys Haus beauftragt und sieht Lucy mit einem unbekannten Mann wegfahren. Ein Taxi kommt mit einer Frau in Schwarz an. Als Foley sich darüber ärgert, dass sie ihn „gefunden“ hat, sagt sie ihm, dass sie „Gerechtigkeit“ wolle, woraufhin er den Hund loslässt, um sie anzugreifen. Es fallen zwei Schüsse, die den Hund und Foley töten, woraufhin die Gartentür zugeschlagen wird und die Frau flieht. Mason trifft zu einem Treffen mit Foley ein und entdeckt die Leichen. Er spürt sofort den Taxifahrer an seinem Taxistand auf und erfährt, dass ein parfümiertes Taschentuch, das im Taxi zurückgelassen wurde, „Bessie“ mit dem Tatort in Verbindung bringt, und findet dann die Frau, die eigentlich die Ehefrau und seine Klientin ist, in einem Hotel unter falschem Namen. Er schickt seine Sekretärin Della Street, um sich als Bessie auszugeben und das Taschentuch zu holen, bevor der Taxifahrer es abgibt. Bessie bestreitet, ihren Mann getötet zu haben. Mason warnt sie, dass sie wegen des Mordes an Foley verhaftet werden wird und befiehlt ihr, der Polizei nichts zu sagen. Später, als keine der von seinen Mitarbeitern gesammelten Handschriftenproben der drei Frauen mit der Notiz und der handschriftlichen Kopie des Telegramms übereinstimmt, ersinnt Mason eine List, um eine Seite aus Lucys Tagebuch vom Tag nach dem Mord an Foley zu erhalten.
Während des Prozesses bringt Mason die Identifizierung des Taxifahrers in Misskredit, als er nachweist, dass dieser Della fälschlicherweise als Bessie identifiziert hat. Während seines Kreuzverhörs von Lucy verlegt Mason die Verhandlung an den Tatort, zeigt, dass der Hund allen drei Frauen zugetan war, und beweist, dass Lucy Foleys Geliebte war und Beidhändigkeit besitzt, da sie die Notiz, das Telegramm und die Tagebuchseite mit ihrer linken Hand geschrieben hat. In diesem Moment entdecken Arbeiter, die das Fundament des Garagenanbaus ausheben, die Leichen von Cartwright und Evelyn, die von Foley ermordet wurden. Bessie wird freigesprochen, nachdem Mason in seinem Schlussplädoyer erklärt hat, dass der Hund Bessie niemals angegriffen und getötet hätte, weil er sie geliebt hätte, wodurch die einzige andere Verbindung der Staatsanwaltschaft zwischen Bessie und dem Verbrechen zerstört wird. Nach der Verhandlung schenkt Mason Bessie einen Hund, der genauso aussieht wie das tote Tier, und der Hund begrüßt Bessie freudig. Mason erklärt, dass er, als das Heulen plötzlich aufhörte, die Zwinger in der Gegend durchsuchte und einen fand, in dem ein Mann, der Foleys Beschreibung entsprach, den Hund gegen einen Doppelgänger austauschte. Er gibt Bessie den Hund und befiehlt ihr, niemandem zu erzählen, was wirklich passiert ist. Später sagt Mason zu Della, dass er sicher ist, dass Bessie in Notwehr gehandelt hat und dass sie wegen doppelter Strafverfolgung nicht noch einmal für den Mord verurteilt werden kann.

## Veröffentlichung
The Case of the Howling Dog wurde am 22. September 1934 in den US-amerikanischen Kinos uraufgeführt.